# Brouilla
Brouilla (katalanisch Brullà) ist ein Ort und eine südfranzösische Gemeinde mit 1.586 Einwohnern (Stand: 1. Januar 2022) im Département Pyrénées-Orientales in der Region Okzitanien.

## Lage und Klima
Der Ort Brouilla liegt in einer Höhe von ca. 45 m am Nordrand des Albères-Massifs und ist etwa 16 km (Fahrtstrecke) in südlicher Richtung von Perpignan entfernt. Die Strände von Argelès-sur-Mer sind nur ca. 16 km in östlicher Richtung entfernt. Das Klima ist gemäßigt bis warm; Regen (ca. 595 mm/Jahr) fällt mit Ausnahme der Sommermonate übers Jahr verteilt.

## Bevölkerungsentwicklung
| Jahr      | 1800 | 1851 | 1901 | 1954 | 1999 | 2016 | 2021 |
| Einwohner | 80   | 259  | 420  | 457  | 630  | 1358 | 1581 |

Trotz der Reblauskrise im Weinbau und dem Verlust an Arbeitsplätzen durch die Mechanisierung der Landwirtschaft verzeichnete der Ort ein – durch die Nähe zu Perpignan ausgelöstes – konstantes Bevölkerungswachstum.

## Wirtschaft
Traditionell lebten die Einwohner als Selbstversorger von den Erträgen ihrer (Wein-)Felder und von ein wenig Viehzucht (Schafe, Ziegen, Hühner). Die heutzutage auf dem Gemeindegebiet produzierten Weine werden über diverse Appellationen vermarktet. Seit der Mitte des 20. Jahrhunderts sind Einnahmen aus dem Tourismus in Form der Vermietung von Ferienwohnungen (gîtes) hinzugekommen.

## Geschichte
Kelten, Römer und Westgoten haben keine Spuren auf dem Gemeindegebiet hinterlassen. Die erste Erwähnung des Ortsnamens Brulianum stammt aus dem Jahr 944.

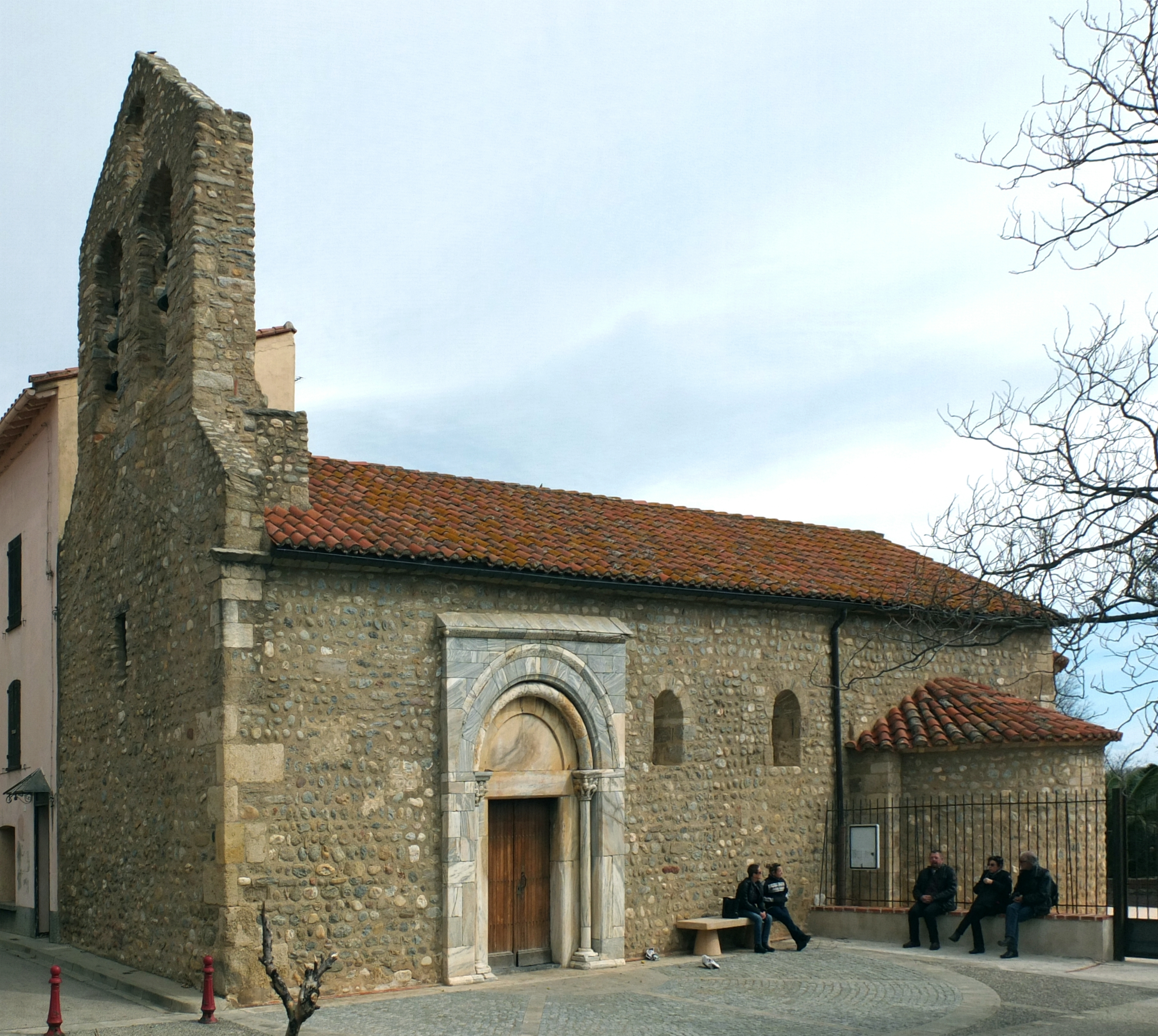
Kirche Sainte-Marie

## Sehenswürdigkeiten
- Die romanische Pfarrkirche Sainte-Marie ist eine der seltenen Kirchen mit Drei-Konchen-Chor; sie ist seit 1972 als Monument historique anerkannt.[5] Auch ihre Ausstattung ist bemerkenswert.